# Andreas Ketterley
Andreas Ketterley (Engels: Andrew Ketterley) of oom Andreas (Engels: uncle Andrew) is een personage uit Het neefje van de tovenaar van De Kronieken van Narnia door C.S. Lewis.
Andreas is de misdadige oom van Digory Kirke en de tovenaar uit de titel van het boek. Hij heeft magische ringen gemaakt waarmee je naar andere werelden kunt reizen. Hij maakte de ringen van magisch stof uit een kistje dat hij van zijn peettante Lefay (zie ook Morgana) had gekregen. Aangezien Andreas zelf niet met de ringen durft te reizen, laat hij zijn neefje en zijn buurmeisje Polly Plummer in de val lopen zodat zij de ringen uittesten.
Als de kinderen weer terugkomen hebben ze een tovenares bij zich, Jadis, die Andreas als een slaaf behandelt. De tovenares zet Londen op stelten, maar de kinderen slagen erin haar weer mee te nemen uit deze wereld. Daarbij nemen ze per ongeluk ook Andreas mee. Ze komen in een geheel donkere lege wereld terecht. Hier maken ze allemaal mee hoe Aslan Narnia schept, met de Pratende Dieren.
Andreas heeft het niet op de dieren en kan ze niet verstaan. Dit is een bekend thema uit Lewis' werk: geleerden en filosofen hebben volgens hem vaak een armoedig wereldbeeld door hun reductionisme. De dieren zien hem eerst aan voor een plant, die ze water geven, en later behandelen ze hem als hun huisdier. Aslan brengt hem uiteindelijk in slaap, tot hij met de kinderen teruggaat naar Londen.
Andreas was geen tovenaar van nature, maar had alles geleerd uit boekjes, daarom is hij niet zo slecht en gevaarlijk als Jadis (die in latere boeken ook bekendstaat als de Witte Heks) en stelt in vergelijking met haar weinig voor. Na al zijn belevenissen heeft hij nooit meer geprobeerd te toveren, hij heeft zijn lesje geleerd.